# Paweł Edelman
Paweł Edelman (Łódź, 26 giugno 1958) è un direttore della fotografia polacco.

## Biografia
Il suo lavoro più noto è Il pianista (The Pianist) (2002), diretto da Roman Polański, per il quale ha vinto il premio César, l'European Film Award e ha ottenuto una candidatura all'Oscar.

## Filmografia
- Gluchy telefon, regia di Piotr Mikucki (1991)
- Kroll, regia di Wladyslaw Pasikowski (1991)
- Listopad, regia di Lukasz Karwowski (1992)
- Psy, regia di Wladyslaw Pasikowski (1992)
- Taranthriller, regia di Miroslaw Dembinski (1993)
- Psy 2: Ostatnia krew, regia di Wladyslaw Pasikowski (1994)
- Nastasja, regia di Andrzej Wajda (1994)
- The Poison Tasters, regia di Ulrik Theer (1995)
- Slodko gorzki, regia di Wladyslaw Pasikowski (1996)
- Storie d'amore (Historie miłosne), regia di Jerzy Stuhr (1997)
- Szczesliwego Nowego Jorku, regia di Janusz Zaorski (1997)
- Kroniki domowe, regia di Leszek Wosiewicz (1997)
- Demony wojny wedlug Goi, regia di Wladyslaw Pasikowski (1998)
- Prawo ojca, regia di Marek Kondrat e Marek Brodzki (1999)
- Pan Tadeusz, regia di Andrzej Wajda (1999)
- Duze zwierze, regia di Jerzy Stuhr (2000)
- Reich, regia di Wladyslaw Pasikowski (2001)
- L'ultimo treno (Edges of the Lord), regia di Yurek Bogayevicz (2001)
- Il pianista (The Pianist), regia di Roman Polański (2002)
- Zemsta, regia di Andrzej Wajda (2002)
- Hamlet, regia di Lukasz Barczyk (2004) (TV)
- Ray, regia di Taylor Hackford (2004)
- Oliver Twist, regia di Roman Polański (2005)
- Tutti gli uomini del re (All the King's Men), regia di Steven Zaillian (2006)
- Davanti agli occhi (The Life Before Her Eyes), regia di Vadim Perelman (2007)
- Katyn, regia di Andrzej Wajda (2007)
- New York, I Love You (2009) - episodio diretto da Brett Ratner
- Tatarak, regia di Andrzej Wajda (2009)
- L'uomo nell'ombra (The Ghost Writer), regia di Roman Polański (2010)
- Carnage, regia di Roman Polański (2011)
- Venere in pelliccia (La Vénus à la fourrure), regia di Roman Polański (2013)
- Il ritratto negato (Powidoki), regia di Andrzej Wajda (2016)
- Quello che non so di lei (D'après une histoire vraie), regia di Roman Polański (2017)
- L'ufficiale e la spia (J'accuse), regia di Roman Polański (2019)
- EO, regia di Jerzy Skolimowski (2022)
- The Palace, regia di Roman Polański (2023)
- Lee, regia di Ellen Kuras (2023)